# Медисівка
Медисі́вка — село в Україні, у Теофіпольській селищній громаді Хмельницького району Хмельницької області. Населення становить 312 осіб. До 2020 року орган місцевого самоврядування — Гаврилівська сільська рада.

## Історія
Село вперше згадується 26 червня 1562 року в скарзі княгині Ганни Гербуртівни Збаразької про наїзд урядників київського воєводи князя Костянтина Острозького на маєтки вітебського воєводи князя Стефана Збаразького. В цьому документі село названо Медишовкою, в інших – Медосівкою.
7 (20) листопада 1917 року, відповідно до.Третього Універсалу Української Центральної Ради, увійшло до складу Української Народної Республіки.
12 червня 2020 року, відповідно до розпорядження Кабінету Міністрів України № 727-р «Про визначення адміністративних центрів та затвердження територій територіальних громад Хмельницької області», увійшло до складу Теофіпольської селищної громади.
19 липня 2020 року, в результаті адміністративно-територіальної реформи та ліквідації Теофіпольського району, село увійшло до складу Хмельницького району.